# Teresa Kali
Teresa Kali (tidigare Pozgaj, ursprungligen Berndt), född 10 augusti 1972 i Höllviken, är en svensk sångerska och låtskrivare. Hon började sjunga i gospelkörer vid nio års ålder och har sedan dess hämtat inspiration från soul, jazz och R&B. Teresa Kali har medverkat som lead- och körsångerska bakom en mängd artister, kanske främst som gästsångerska för den svenska hiphop- och soulgruppen Prominent och danska Michael Learns to Rock. Hon ingick dessutom som sångerska i den Malmöbaserade houseakten Physics. 2003 släppte hon soloalbumet Out of bounce.
Teresa är släkt med sångerskan Christina Nilsson, riksspelemannen Carl-Erik Berndt och kompositören och kapellmästaren Gert Willy Berndt.

## Diskografi

### Album
- Out of bounce (2003)

### Singlar
- Sacrifice (2002)
- Do me right (2002)